# Patrick Lynch (Sammelpseudonym)
Patrick Lynch ist ein Pseudonym für ein englisches Autorengespann, bestehend aus dem Mystery-Autor Gary Humphreys und dem Krimi-Autor Philip Sington. Zusammen haben sie zwischen 1992 und 2000 sechs Thriller veröffentlicht. 

## Werke
- The Annunciation. Neue Aufl. Mandarin Books, London 1993, ISBN 0-749-31396-X.
- The Immaculate Conception. Heinemann, London 1994, ISBN 0-434-70321-4.
- Ground Zero („Carriers“). Bastei-Lübbe, Bergisch Gladbach 1998, ISBN 3-404-12818-4.
- Omega. Thriller („Omega“). Bastei-Lübbe, Bergisch Gladbach 2000, ISBN 3-404-14295-0.
- The Policy. Dutton Books, New York 1998, ISBN 978-0-525-94340-2.
- Figure of Eight. dutton Books, New York 2000, ISBN 978-0-525-94510-9.

## Verfilmungen
- Alan Metzger (Regie): Virus X – Die tödliche Falle. 1998 (Fernsehfilm nach dem Roman Carriers).